# Suchodus
Suchodus is een geslacht van uitgestorven mariene krokodilachtigen uit het Midden- tot het Laat-Jura van Engeland en Frankrijk. De totale lichaamslengte bedroeg, afhankelijk van de soort, 3,3 en 4,7 meter.

## Naamgeving
In 1890 benoemde Richard Lydekker de typesoort Suchodus durobrivensis. De geslachtsnaam betekent 'krokodiltand'. De soortaanduiding verwijst naar de stam van de Durobrivae. Het holotype is BMNH R1994, een tand gevonden in de Oxford Clay. Verdere resten zijn gevonden in West-Europa (Engeland en Frankrijk) van het Midden-Jura (Callovien). In 1913 beschreef Charles William Andrews een hele schedel, specimen BMNH R2039, en hernoemde de soort tot Metriorhynchus durobrivensis.
In 2010 werd Teleosaurus brachyrhynchus Deslongchamps, 1868 door Mark Young e.a. hernoemd tot een Suchodus brachyrhynchus, 'met de korte neus'. Het in Normandië gevonden holotype was in 1944 door het bombardement op Caen verloren gegaan. Specimen  NHM R.3700 uit Engeland werd aangewezen als neotype. Resten zijn verder gevonden in West-Europa (Engeland en Frankrijk) van het Midden tot Laat-Jura (Callovien en Oxfordien); Metriorhynchus cultridens is een jonger synoniem.

## Fylogenie
In de jaren 2000 heeft fylogenetische analyse aangetoond dat Suchodus toch een apart metriorhynchide geslacht is.